# Robert Langlands
Robert Langlands   (New Westminster, 6 d'octubre de 1936) és un matemàtic canadenc considerat un dels matemàtics més influents del segle XX pels seus treballs en formes automòrfiques, teoria de la representació i teoria de nombres. El 2018 va guanyar el premi Abel per la creació i desenvolupament del seu programa que connecta la teoria de les representacions amb la teoria de nombres.

## Biografia
Es va llicenciar a la Universitat de la Columbia Britànica el 1957 i va continuar els seus estudis de Màster el 1958. Més tard va seguir estudis de doctorat a la Universitat Yale, on va rebre el títol de Doctor el 1960. Va romandre com a professor a la universitat de Princeton fins a l'any 1967, quan es va traslladar de nou a la Universitat Yale. El 1972 va ser nomenat professor Herman Weyl a l'Institut d'Estudis Avançats de Princeton, on va ser professor emèrit a partir del gener de 2007.
La seva tesi doctoral se centrava en la teoria analítica de semi-grups de Lie, però aviat es va enfocar en la teoria de la representació, adaptació dels mètodes de Harish-Chandra a la teoria de les formes automòrfiques. Una de les primeres fites que va aconseguir en aquest camp va ser una fórmula per la dimensió de determinats espais de formes automòrfiques, en la que determinats tipus de Harish-Chandra de les sèries semblaven discretes.

## Premis i reconeixements
- 1996 — Premi Wolf compartit amb Andrew Wiles[6]
- 2000 — Gran Medalla de l'Acadèmia Francesa de Ciències
- 2005 — Premi Steele de la AMS
- 2006 — Premi Nemmers en Matemàtiques
- 2007 — Premi Shaw de Ciències Matemàtiques amb Richard Taylor pel seu treball amb autoformes
- 2018 — Premi Abel[3]